# 反中微子
物理学中的反中微子為中微子的反物质，是核反应β衰變产生出来的中性粒子。它们拥有自旋1/2并属于輕子类費米子。目前为止，所有探测到的反中微子都有右旋性，而所有中微子都是左旋。反中微子只能通过引力和弱核力与其它物质感应，使得它们很难在实验中探测到。中微子震荡实验得出反中微子有质量的结论，而β衰變实验指出这个质量是非常小的。
由于反中微子和中微子都是中性粒子，他们有可能是同一个粒子。若一費米子的反粒子即是自身的性質，這種粒子被称为馬約拉納費米子。如果中微子确实是馬約拉納費米子，那么无中微子双β衰變过程便有可能。目前有数个实验都在積極寻找此过程的存在證據。